# Anna Maxwell Martin
Anna Maxwell Martin, all'anagrafe Anna Charlotte Martin (Beverley, 10 maggio 1977), è un'attrice britannica attiva in campo teatrale, televisivo e cinematografico.

## Biografia
Dopo aver studiato alla London Academy of Music and Dramatic Art, Martin ha fatto il suo debutto sulle scene nel 2001 ne Le piccole volpi alla Donmar Warehouse. Nel 2002 cominciò a recitare al National Theatre nella prima di The Coast of Utopia, per poi interpretare Irina nelle Tre sorelle nel 2003 e Lyra nell'adattamento teatrale di Queste oscure materie. Nel 2006 ha recitato nella serie TV Bleak House, per cui vinse il British Academy Television Award per la miglior attrice, un premio che vinse nuovamente nel 2009 per Poppy Shakespeare. Sempre nel 2006 interpretò Sally nel musical Cabaret nel West End londinese.
È stata sposata con il regista sudafricano Roger Michell, da cui ha avuto le due figlie Maggie e Nancy.

## Filmografia parziale

### Cinema
- L'amore fatale (Enduring Love), regia di Roger Michell (2004)
- Becoming Jane - Il ritratto di una donna contro (Becomin Jane), regia di Julian Jarrold (2007)
- Philomena, regia di Stephen Frears (2013)
- La vita straordinaria di David Copperfield (The Personal History of David Copperfield), regia di Armando Iannucci (2019)
- Il ritratto del duca (The Duke), regia di Roger Michell (2020)

### Televisione
- L'ispettore Barnaby (Midsomer Murders) – serie TV, episodio 5x04 (2002)
- Nord e Sud (North & South) – miniserie TV, 3 puntate (2004)
- Doctor Who – serie TV, 1 episodio (2005)
- Poppy Shakespeare, regia di Benjamin Ross – film TV (2008)
- Moonshot - L'uomo sulla luna (Moonshot), regia di Richard Dale – film TV (2009)
- Accused – serie TV, 1 episodio (2012)
- I misteri di Pemberley (Death Comes to Pemberley) – miniserie TV, 3 puntate (2013)
- Dieci piccoli indiani (And Then There Were None) – miniserie TV, 1 puntata (2015)
- The Frankenstein Chronicles – serie TV, 4 episodi (2015)
- Good Omens – serie TV, 3 episodi (2019)
- Gli irregolari di Baker Street (The Irregulars) – serie TV, episodio 1x06 (2021)
- Una spia tra noi - Un amico leale fedele al nemico (A Spy Among Friends) – miniserie TV, 6 puntate (2022)
- Come uccidono le brave ragazze (A Good Girl's Guide to Murder) – serie TV, 6 episodi (2024)
- Ludwig – serie TV, 6 episodi (2024)

## Doppiatrici italiane
Nelle versioni in italiano delle opere in cui ha recitato, Anna Maxwell Martin è stata doppiata da:
- Francesca Fiorentini in Philomena, The Frankenstein Chronicles, Il ritratto del duca
- Rossella Acerbo in Becoming Jane - Il ritratto di una donna contro, La vita straordinaria di David Copperfield
- Ilaria Latini in Nord e Sud
- Chiara Colizzi ne I misteri di Pemberley
- Paola Majano in Good Omens
- Alessandra Korompay in Una spia tra noi - Un amico leale fedele al nemico
- Barbara De Bortoli in Come uccidono le brave ragazze